# Șoromiclea, Mureș
Șoromiclea este o localitate componentă a municipiului Sighișoara din județul Mureș, Transilvania, România.